# Cantamus Gießen
Cantamus Gießen ist ein 2009 gegründeter gemischter A-Cappella-Chor aus der mittelhessischen Stadt Gießen.

## Geschichte
Das Ensemble wurde im September 2009 als ambitionierter regionaler Chor gegründet. Der Chorleiter Axel Pfeiffer und die Sänger gestalteten bereits im Dezember 2009 ein erstes Weihnachtskonzert mit Chormusik auf hohem Niveau. Diese Weihnachtskonzerte wurden in den folgenden Jahren zum Markenzeichen des Chores.
Der Chor nahm seitdem regelmäßig an regionalen, landesweiten und nationalen Wettbewerben und Festivals teil und veranstaltete Auftritte und Konzerte auch in Kooperation mit anderen Chören wie den Chorknaben Uetersen. Höhepunkte waren die Teilnahme am Hessischen Chorwettbewerb des Landesmusikrats Hessen in den Jahren 2013, 2017 und 2022, bei der sich Cantamus Gießen jeweils für den Deutschen Chorwettbewerb des Deutschen Musikrats in den Folgejahren qualifizierte und das Land Hessen in der Kategorie A2 – Gemischte Chöre ab 32 Mitwirkenden vertrat.
2015 gewann Cantamus Gießen den ersten Deutschen Chorgipfel, einen bundesweiten Wettbewerb für Chöre von Klassik Radio. Als Preis nahm der Chor 2016 eine CD in der Leipziger Paul-Gerhardt-Kirche Kirche auf.

## Gegenwart
Im März 2023 wählte das Ensemble Elisabeth Tzschentke als neue musikalische Leiterin und nahm zum dritten Mal in Folge in der Kategorie A2 – Gemischte Chöre ab 32 Mitwirkende am Deutschen Chorwettbewerb teil, der im Juni 2023 in Hannover stattfand. Der Auftritt wurde von der Jury mit dem Prädikat „guter Erfolg“ bewertet.
2024 wurde Cantamus Gießen von einer Jury für die Edition Zeitgenössische Musik (EZM)-Amateurförderung des Podium Gegenwart, einem Projekt des Deutschen Musikrates, ausgewählt. Die Uraufführung des für den Chor komponierten dreiteiligen Werk-Zyklus „und alle flieger fliegen nach minsk“ von Oxana Omelchuk fand im Konzert anlässlich des 15. Geburtstags von Cantamus Gießen im Juli 2024 statt.

## Repertoire
Der Chor setzt seinen Schwerpunkt auf klassische geistliche und weltliche A-Cappella-Literatur von der Renaissance bis zur Moderne. Aufgrund der stilistischen Vielfalt des jungen Chores finden auch regelmäßig populäre Werke Einzug in die Konzertprogramme. Cantamus tritt in der Regel als gemischter Chor auf, singt aber als Ensembles auch Werke für Männer- und Frauenchor.

## Auszeichnungen
- 2011: 4. Hessisches Chorfestival – 1. Preis in der Kategorie A – Gemischte Chöre, Golddiplom, Sonderpreis für die zukunftsorientierteste Chorarbeit
- 2012: Deutsches Chorfest – 1. Preis des internationalen Wettbewerbs in der Kategorie Moderne B
- 2013: 13. Hessischer Chorwettbewerb – 1. Preis in der Kategorie A2 – Gemischte Chöre ab 32 Mitwirkende
- 2014: 5. Hessisches Chorfestival – in der Kategorie E – Chöre mit besonderer Struktur: Golddiplom, Prädikat „Meisterchor 2014 des Hessischen Sängerbundes“, Sonderpreis für die beste Interpretation eines romantischen Chorwerkes
- 2014: 9. Deutscher Chorwettbewerb – Kategorie A2 – Gemischte Chöre ab 32 Mitwirkenden, Prädikat „mit sehr gutem Erfolg teilgenommen“
- 2015: Gewinn des Deutschen Chorgipfels von Klassik Radio
- 2016: 1. Limburger Männerchor Festival in Limburg – „Offene Kategorie“ Männer-Kammerchöre, Golddiplom, Sonderpreis für die beste Interpretation eines deutschen Volksliedes
- 2017: Teilnahme am HARMONIE-Festival 2017 in Limburg-Lindenholzhausen – 1. Preis der Kategorie A1 – gemischte Chöre, Golddiplom, Prädikat „mit hervorragendem Erfolg teilgenommen“, Sonderpreis des Hessischen Ministerpräsidenten für den besten Chor im nationalen Wettbewerb, Sonderpreis für ein besonders anspruchsvolles Programm
- 2017: 14. Hessischer Chorwettbewerb – 1. Preis der Kategorie A2 – Gemischte Chöre ab 32 Mitwirkende
- 2018: 10. Deutscher Chorwettbewerb in Freiburg – Kategorie A2 – Gemischte Chöre ab 32 Mitwirkenden, Prädikat „mit gutem Erfolg teilgenommen“
- 2019: 2. Limburger Männerchor Festival in Limburg „Offene Kategorie“ Männer-Kammerchöre, Golddiplom
- 2022: 15. Hessischer Chorwettbewerb – Kategorie A2 – Gemischte Chöre ab 32 Mitwirkende, Prädikat „mit sehr gutem Erfolg teilgenommen“
- 2023: 11. Deutscher Chorwettbewerb in Hannover – Kategorie A2 – Gemischte Chöre ab 32 Mitwirkenden, Prädikat „mit gutem Erfolg teilgenommen“

## Diskografie und Aufnahmen
- „Magische Chormomente - Wasserläufe - Lebensläufe“, aufgenommen in der Paul-Gerhardt-Kirche in Leipzig[4]
- „Romantischer Advent“ als virtuelles Konzert in Zusammenarbeit mit dem Helbling Verlag[7]